# Prvački trofej 2002. (hokej na travi)
24. Prvački trofej se održao 2002. godine.

## Mjesto i vrijeme održavanja
Održao se od 31. kolovoza do 8. rujna 2002.
Utakmice su se igrale na igralištu hokejaškog kluba Rot Weiss u njemačkom gradu Kölnu.

## Natjecateljski sustav
Igralo se po jednostrukom ligaškom sustavu. Za pobjedu se dobivalo 3 boda, za neriješeno 1 bod, a za poraz nijedan bod. 
Nakon ligaškog dijela, igralo se za poredak. Prvi i drugi na ljestvici su doigravali za zlatno odličje, treći i četvrti za brončano odličje, a peti i šesti na ljestvici za 5. i 6. mjesto. 6. je ispadao u niži natjecateljski razred.

## Sudionici
Sudjelovali su domaćin i branitelj naslova Njemačka, Nizozemska, Australija, Indija, Pakistan i Južna Koreja. 

### Nizozemska
```
Vratari:

 [ 1.] 
Guus Vogels
               
HGC

 [13.] 
Josef Kramer
              
Oranje Zwart

Obrana:
 
 [ 2.] 
Bram Lomans
               
HGC

 [ 3.] 
Geert-Jan Derikx
          
HC Klein Zwitserland

 [ 4.] 
Erik Jazet
                
SCHC

 [ 7.] 
Sander van der Weide
      
Amsterdam

 [16.] 
Jan Jörn van 't Land
      
SCHC

 [25.] 
Menno Booij
               
HC Bloemendaal

Vezni red:
 
 [ 6.] 
Floris Evers
              
SCHC

 [12.] 
Jeroen Delmee
 (kapetan)   
Hockeyclub 's-Hertogenbosch

 [23.] 
Rob Derikx
                
Hockeyclub 's-Hertogenbosch

 [24.] 
Taeke Taekema
             
HC Klein Zwitserland

Navala:
 
 [ 8.] 
Ronald Brouwer
            
HGC

 [ 9.] 
Piet-Hein Geeris
          
Oranje Zwart

 [11.] 
Maarten Froger
            
HC Bloemendaal
 
 [14.] 
Teun de Nooijer
           
HC Bloemendaal

 [18.] 
Rob Reckers
               
Oranje Zwart

 [19.] 
Matthijs Brouwer
          
Hockeyclub 's-Hertogenbosch
```

```
Trener:
                  
Joost Bellaart

Pomoćni trener:
          
Michel van den Heuvel

Menedžer:
                
Floris Jan Bovelander

Liječnik:
                Piet-Hein Kolkman

Fizioterapeuti:
           Reinier van Dantzig, Jan Stappenbelt
```

### Australija
Trener: Barry Dancer
| 1. Jamie Dwyer 2. Liam de Young 3. Adam Commens 4. Michael McCann 5. Robert Hammond 6. Nathan Eglington 7. Paul Gaudoin (kapetan) 8. Ben Taylor 9. Leon Martin (vratar) | 1. Bevan George 2. Josh Hawes 3. Andrew Smith 4. Mark Hickman (vratar) 5. Scott Webster 6. Ben Bishop 7. Matthew Wells 8. Dean Butler 9. Zain Wright |

### Njemačka
Trener: Bernhard Peters
| 1. Clemens Arnold (vratar) 2. Christian Schulte (vratar) 3. Philipp Crone 4. Max Landshut 5. Christian Wein 6. Björn Michel 7. Sascha Reinelt 8. Oliver Domke 9. Björn Emmerling | 1. Sebastian Biederlack 2. Tibor Weißenborn 3. Florian Kunz (kapetan) 4. Eike Duckwitz 5. Timo Weß 6. Christoph Bechmann 7. Justus Scharowsky 8. Matthias Witthaus 9. Philipp Zeller |

### Indija
Trener: Rajinder Singh
| 1. Devesh Chauhan (vratar) 2. Dilip Tirkey (kapetan) 3. Kanwaljit Singh 4. Sukhbir Singh Gill 5. Bimal Lakra 6. Ignace Tirkey 7. Jugraj Singh 8. Arjun Halappa 9. Dhanraj Pillay | 1. Tejbir Singh 2. Gagan Ajit Singh 3. Viren Rasquinha 4. Daljit Singh Dhillon 5. Bharat Chetry (vratar) 6. Dinesh Nayak 7. Deepak Thakur 8. Prabjoth Singh 9. Vikram Pillay |

### Nizozemska
Trener: Joost Bellaart
| 1. Guus Vogels (vratar) 2. Bram Lomans 3. Geert-Jan Derikx 4. Erik Jazet 5. Floris Evers 6. Sander van der Weide 7. Ronald Brouwer 8. Piet-Hein Geeris 9. Maarten Froger | 1. Jeroen Delmee (kapetan) 2. Josef Kramer (vratar) 3. Teun de Nooijer 4. Jan Jörn van 't Land 5. Rob Reckers 6. Matthijs Brouwer 7. Rob Derikx 8. Taeke Taekema 9. Menno Booij |

### Pakistan
Trener: Tahir Zaman
| 1. Muhammad Qasim (vratar) 2. Sohail Abbas 3. Tariq Imran 4. Muhammad Usman 5. Muhammad Saqlain 6. Waseem Ahmad 7. Mohammad Nadeem 8. Mohammad Sarwar 9. Kashif Jawwad | 1. Khalid Saleem 2. Muhammad Shabbir 3. Ahmed Alam (vratar) 4. Zeeshan Ashraf 5. Ghazanfar Ali 6. Dilawar Hussain 7. Mudassar Ali Khan 8. Kamran Ashraf 9. Rehan Butt |

### Južna Koreja
Trener: Kim Young-Kyu
| 1. Kang Keon-Wook (kapetan) 2. Shin Seok-Kyo 3. Lim Jung-Chun (vratar) 4. Kang Seong-Jung 5. Kim Yong-Bae 6. Yeo Woon-Kon 7. Kim Jung-Chul 8. Song Seung-Tae 9. Seo Jong-Ho | 1. Lee Nam-Yong 2. Kim Kyung-Seok 3. Kim Yoon (vratar) 4. Kim Sam-Seok 5. Hwang Jong-Hyun 6. Kim Chul 7. Ji Seong-Hwan 8. Jeon Jong-Ha 9. You Hyo-Sik |

## Rezultati prvog dijela natjecanja
| 31. kolovoza 2002. 12:15                  |       |                              |                                       |
| Njemačka                                  | 3 : 2 | Pakistan                     | Suci: Philip Schellekens Ray O'Connor |
| Domke 19.' Kunz 66.' k.u/k Emmerling 68.' |       | Jawwad 21.' Sarwar 51.' k.u. | Suci: Philip Schellekens Ray O'Connor |

| 31. kolovoza 2002. 14:15                           |       |                                                |                                 |
| Indija                                             | 3 : 3 | Nizozemska                                     | Suci: David Gentles Han Jin-Soo |
| J. Singh 22.' k.u. Pillay 39.' k.u/k P. Singh 57.' |       | Taekema 11.' k.u/k M. Brouwer 35.', 70.' k.u/k | Suci: David Gentles Han Jin-Soo |

| 31. kolovoza 2002. 16:15   |       |                                                          |                                   |
| Australija                 | 2 : 3 | J. Koreja                                                | Suci: Markus Meyer Satinder Kumar |
| Eglington 19.' McCann 65.' |       | Yeo Woon-Kon 33.' k.u/k, 56.' k.u/k Hwang Jong-Hyun 59.' | Suci: Markus Meyer Satinder Kumar |

| 1. rujna 2002. 12:15              |       |                                                |                                      |
| Indija                            | 2 : 3 | Njemačka                                       | Suci: Han Jin-Soo Gregory Maya Perez |
| G. Singh 37.' J. Singh 63.' k.u/k |       | Weß 19.' k.u/k Wein 58.' k.u/k Kunz 64.' k.u/k | Suci: Han Jin-Soo Gregory Maya Perez |

| 1. rujna 2002. 14:30     |       |                                                             |                                       |
| J. Koreja                | 1 : 4 | Pakistan                                                    | Suci: David Leiper Philip Schellekens |
| Shin Seok-Kyo 66.' k.u/k |       | Ali Khan 18.' Jawwad 20.' Abbas 43.' k.u/k Sarwar 51.' k.u. | Suci: David Leiper Philip Schellekens |

| 1. rujna 2002. 17:00                                                             |       |                  |                                     |
| Nizozemska                                                                       | 6 : 1 | Australija       | Suci: Christian Bläsch Ray O'Connor |
| Lomans 18.' k.u/k M. Brouwer 23.' R. Brouwer 36.', 45.', 58.' Taekema 42.' k.u/k |       | Smith 52.' k.u/k | Suci: Christian Bläsch Ray O'Connor |

| 3. rujna 2002. 15:15     |       |                                                     |                                     |
| Australija               | 2 : 3 | Indija                                              | Suci: David Leiper Christian Bläsch |
| Webster 19.' Butler 63.' |       | J. Singh 13.' k.u/k Thakur 17.' G. Singh 50.' k.u/k | Suci: David Leiper Christian Bläsch |

| 3. rujna 2002. 17:45 |       |                                                |                                  |
| Pakistan             | 1 : 3 | Nizozemska                                     | Suci: David Gentles Markus Meyer |
| Nadeem 70.'k.u/k     |       | Taekema 33.' k.u/k, 34.' k.u/k De Nooijer 42.' | Suci: David Gentles Markus Meyer |

| 4. rujna 2002. 15:15      |       |                        |                                         |
| Njemačka                  | 2 : 1 | J. Koreja              | Suci: Satinder Kumar Gregory Maya Perez |
| Michel 3.' Weß 51.' k.u/k |       | Jeon Jong-Ha 18.' k.u. | Suci: Satinder Kumar Gregory Maya Perez |

| 4. rujna 2002. 17:45                          |       |                           |                                 |
| Indija                                        | 3 : 2 | Pakistan                  | Suci: David Leiper Ray O'Connor |
| P. Singh 20.' Tirkey 34.' k.u/k G. Singh 52.' |       | Ali 22.' Abbas 54.' k.u/k | Suci: David Leiper Ray O'Connor |

| 5. rujna 2002. 15:15        |       |                                       |                                             |
| Australija                  | 2 : 3 | Njemačka                              | Suci: Philip Schellekens Gregory Maya Perez |
| Dwyer 27.' Smith 57.' k.u/k |       | Reinelt 11.' Domke 67.' Witthaus 70.' | Suci: Philip Schellekens Gregory Maya Perez |

| 5. rujna 2002. 17:15                        |       |                                                          |                                       |
| J. Koreja                                   | 2 : 4 | Nizozemska                                               | Suci: Christian Bläsch Satinder Kumar |
| Kang Keon-Wook 15.' Yeo Woon-Kon 53.' k.u/k |       | Taekema 2.' k.u/k, 49.' k.u. Lomans 7.' k.u/k, 55.' k.u. | Suci: Christian Bläsch Satinder Kumar |

| 6. rujna 2002. 13:15           |       |            |                                     |
| Pakistan                       | 2 : 0 | Australija | Suci: Christian Bläsch Markus Mayer |
| Abbas 22.' k.u/k Ali Khan 57.' |       |            | Suci: Christian Bläsch Markus Mayer |

| 6. rujna 2002. 15:15                                                        |       |                                      |                                  |
| Nizozemska                                                                  | 5 : 2 | Njemačka                             | Suci: David Gentles Ray O'Connor |
| Geeris 13.' Lomans 42.' k.u. Taekema 47.' k.u/k Froger 65.' R. Brouwer 66.' |       | Emmerling 32.' k.u/k Kunz 40.' k.u/k | Suci: David Gentles Ray O'Connor |

| 6. rujna 2002. 17:45                                                                           |       |                           |                                             |
| J. Koreja                                                                                      | 4 : 2 | Indija                    | Suci: Philip Schellekens Gregory Maya Perez |
| Shin Seok-Kyo 23.' k.u/k Jeon Jong-Ha 25.' k.u. Hwang Jong-Hyun 50.' Kim Kyung-Seok 67.' k.u/k |       | Pillay 40.' G. Singh 69.' | Suci: Philip Schellekens Gregory Maya Perez |

### Poredak nakon prvog dijela
```
 1. 
 Nizozemska        5      4     1     0     (21: 9)      
13

 2. 
 Njemačka          5      4     0     1     (13:12)      
12

 
 3. 
 Indija            5      2     1     2     (13:14)       
7

 
 4. 
 Pakistan          5      2     0     3     (11:10)       
6

 
 5. 
 J. Koreja         5      2     0     3     (11:14)       
6

 
 6. 
 Australija        5      0     0     5     ( 7:17)       
0
```

### Doigravanje za poredak
Susreti su se odigrali 8. rujna 2002.
- za 5. mjesto

| 8. rujna 2002. 09:30                     |       |           |                                       |
| Australija                               | 3 : 0 | J. Koreja | Suci: Christian Bläsch Satinder Kumar |
| Webster 15.' Dwyer 19.' k.u. McCann 52.' |       |           | Suci: Christian Bläsch Satinder Kumar |

- za brončano odličje

| 8. rujna 2002. 12:00                      |       |                                                       |                                  |
| Pakistan                                  | 4 : 3 | Indija                                                | Suci: David Gentles Markus Mayer |
| Ali Khan 28.' k.u/k, 59.' Butt 62.', 63.' |       | J. Singh 12.'k.u/k D. Tirkey 48.' k.u/k G. Singh 53.' | Suci: David Gentles Markus Mayer |

- za zlatno odličje

| 8. rujna 2002. 15:00                                 |                             |                                                           |                                 |
| Njemačka                                             | '0 : 0 (2 : 3) raspucavanje | Nizozemska                                                | Suci: Ray O'Connor David Leiper |
| raspucavanje: Reinelt Kunz Witthaus Crone Weißenborn |                             | raspucavanje: Lomans Taekema De Nooijer Geeris R. Brouwer | Suci: Ray O'Connor David Leiper |

## Najbolji sudionici
| Najbolji strijelci | Pogodaka   |
| ------------------ | ---------- |
| Taeke Taekema      | 7 pogodaka |
| Jugraj Singh       | 4 pogotka  |
| Ronald Brouwer     | 4 pogotka  |
| Matthijs Brouwer   | 4 pogotka  |
| Gagan Ajit Singh   | 4 pogotka  |
| Bram Lomans        | 4 pogotka  |
| Ali Khan Mudassar  | 4 pogotka  |

## Završni poredak
| Mj. | Momčad     |
| --- | ---------- |
| 1.  | Nizozemska |
| 2.  | Njemačka   |
| 3.  | Pakistan   |
| 4.  | Indija     |
| 5.  | Australija |
| 6.  | J. Koreja  |

| Pobjednici              |
| ----------------------- |
| Nizozemska Šesti naslov |

## Vanjske poveznice
- (engl.) FIH  Arhivirana inačica izvorne stranice od 30. rujna 2007. (Wayback Machine) Prvački trofej 2002.